# Dominique Alexander
Dominique Alexander (ur. 26 grudnia 1982) – amerykański zawodowy bokser wagi ciężkiej.

## Życiorys
12 kwietnia 2003 Alexander zadebiutował na zawodowym ringu. W swoim debiucie pokonał przez nokaut w 1. rundzie rodaka, Leonarda Langhorna.
14 listopada 2003 Amerykanin w swojej piątej walce doznał pierwszej porażki. W 2. rundzie został znokautowany przez Glena Morgana.
20 października 2007 stoczył swoją pierwszą walkę poza Stanami Zjednoczonymi. Na gali w Warszawie został pokonany już w 1. rundzie przez Polaka Krzysztofa Włodarczyka. Stawką pojedynku był tytuł mistrza świata federacji IBC w kategorii junior ciężkiej.
30 sierpnia 2008 Alexander na gali w Berlinie przegrał przez nokaut w 2. rundzie z Australijczykiem Kali Meehanem.
12 czerwca 2009 Dominique Alexander uległ w 1. rundzie przez techniczny nokaut Odlanierowi Solisowi.
6 marca 2010 przegrał w 5 rundzie, przez techniczny nokaut z Vinny'm Maddalone.
21 maja 2010 Alexander przegrał przez techniczny nokaut w 1. rundzie, z byłym mistrzem świata wagi ciężkiej federacji WBO Shannonem Briggsem.
22 stycznia 2011 Dominique Alexander zmierzył się z 41-letnim Cedrickiem Boswellem o pas NABA. Były rywal Krzysztofa Włodarczyka przegrał już w 2. rundzie przez techniczny nokaut.
9 marca 2012 Alexander przegrał w 2. rundzie z Jasonem Estradą przez techniczny nokaut.